# بدی باسیت
بدی باسیت (به پرتغالی: Bady Bassitt) یک منطقهٔ مسکونی در برزیل است که در ایالت سائو پائولو واقع شده‌است. بدی باسیت ۱۱۰ کیلومتر مربع مساحت و ۱۶٬۳۵۹ نفر جمعیت دارد و ۵۱۰ متر بالاتر از سطح دریا واقع شده‌است.